# José Emilio Amavisca
José Emilio Amavisca Gárate (* 17. Juni 1971 in Laredo, Spanien) ist ein ehemaliger spanischer Fußballspieler.

## Klubkarriere
Amavisca begann seine Karriere bei seinem Heimatverein SD Laredo. In der Saison 1988/89 schloss er mit seinem Team die Tercera División auf dem ersten Platz ab. Im Anschluss wechselte er zu Real Valladolid und begann somit seine Profikarriere. 1991 wurde er für ein Jahr an UE Lleida in die zweite Liga ausgeliehen.
1994 wechselte er schließlich zu Real Madrid und erzielte gleich in seiner ersten Saison zehn Tore, so dass er großen Anteil an der ersten Meisterschaft nach vier Jahren ohne Titel hatte. Im gleichen Jahr wurde er von beiden Zeitungen, die die Titel vergeben, zum Fußballer des Jahres in Spanien gewählt. Nach und nach wurde seine Rolle im Team jedoch unbedeutender, so dass er im Januar 1999 zu Racing Santander wechselte.
Nach einem dreijährigen, erfolgreichen Gastspiel bei Deportivo La Coruña beendete Amavisca seine Karriere nach einer Saison bei Espanyol Barcelona im Jahr 2005.

## Nationalmannschaftskarriere
Amavisca gewann mit dem spanischen Team die olympische Goldmedaille 1992 beim Turnier in Barcelona.
Für die spanische Nationalmannschaft spielte er 15 Mal und erzielte dabei einen Treffer. Er nahm an der EM 1996 teil und wurde während des Turniers dreimal eingesetzt.

## Erfolge

### Nationalmannschaft
- Olympische Goldmedaille: 1992 (mit Spanien)

### Verein
- Weltpokal: 1998 (mit Real Madrid)
- UEFA Champions League: 1998 (mit Real Madrid)
- Spanischer Meister: 1995, 1997 (mit Real Madrid)
- Spanischer Pokal: 2002 (mit Deportivo La Coruña)
- Spanischer Supercup: 1994, 1996 (mit Real Madrid), 2002 (mit Deportivo La Coruña)
- Meister der dritten Liga: 1989 (mit SD Laredo)

### Persönliche Ehrungen
- Fußballer des Jahres in Spanien: 1995

| Personendaten    | Personendaten                                     |
| ---------------- | ------------------------------------------------- |
| NAME             | Amavisca, José Emilio                             |
| ALTERNATIVNAMEN  | Amavisca Gárate, José Emilio (vollständiger Name) |
| KURZBESCHREIBUNG | spanischer Fußballspieler                         |
| GEBURTSDATUM     | 17. Juni 1971                                     |
| GEBURTSORT       | Laredo, Spanien                                   |